# فوجیتسو
فوجیتسو (به ژاپنی: 富士通株式会社) شرکت صنایع الکترونیک، مخابرات و فناوری اطلاعات چندملیتی ژاپنی است، که هم‌اکنون پس از آی‌بی‌ام و ایچ‌پی به‌عنوان سومین ارائه‌کننده خدمات فناوری اطلاعات در جهان، محسوب می‌شود. دفتر مرکزی فوجیتسو در شهر توکیو قرار دارد.
فوجیتسو در سال ۱۹۳۵ در پی تفکیک از شرکت فوجی الکتریک تأسیس شد. امروزه این شرکت با داشتن بیش از ۱۲۶ هزار کارمند در بیش از ۷۰ کشور خدمات و محصولاتی چون: نرم‌افزار و سخت‌افزار رایانه، مدیریت فناوری اطلاعات و مشاوره اطلاعاتی، تجهیزات مخابراتی و تلفن همراه، چاپگر، پویشگر و سرورهای رایانه‌ای را ارائه می‌دهد.
فوجیتسو با به‌کارگیری ترکیبی از کارشناسان نخبه سامانه‌ها و خدمات آی‌تی و پیشرفته‌ترین فناوری‌های در زمینه محاسبات، ارتباطات و صنایع میکروالکترونیک، توانسته است با ارائه محصولات باکیفیت به مشتریان، آن‌ها را از ارزش افزوده محصولات خود بهره‌مند سازد.